# Mariano José de Larra
Mariano José de Larra y Sánchez de Castro (Madrid, 24 de março de 1809 — id., 13 de fevereiro de 1837) foi um escritor e jornalista espanhol. É considerado, ao lado de Espronceda, como um dos mais importantes representantes do romantismo literário espanhol. Escreveu sob os pseudônimos "Fígaro", "Duende", "Bachiller" e "El pobrecito hablador". 
Colocou a Espanha no  centro de sua obra crítica e satírica, a qual deve ser entendida no contexto das Cortes  instituídas após a chamada década ominosa (1823–1833) e da Primeira Guerra Carlista (1833–1840). 

## Biografia
Diz a lenda oficial que Mariano José de Larra  foi um homem turbulento, emotivo e sofredor, como corresponde ao clichê romântico. Aos 27 anos,  no flor da idade e no auge do êxito, apaixonou-se por uma mulher casada e, por puro desespero, acabou por se matar, com um tiro na cabeça. Mas as lendas, como se sabe, esquematizam e não raro traem os fatos. A vida de Larra tem muitos mais ingredientes, mais matizes e um bom de número de enigmas não resolvidos.
Era um jovem de estatura baixa, bem apessoado e julgado chato pela história. As gravuras o mostram com bochechas carnudas, boca frouxa, olhos grandes  e ovalados. Um rosto mole e algo bovino, arrematado por um topete de cabelo, no qual cada cacho era fixado com precisão. Era meticuloso, obsessivamente minucioso, ao se vestir e pentear, como costumam ser os adolescentes românticos que se sentem feios. Foi criança-prodígio e  adulto precoce. Seus textos, brilhantes e profundos, são apreciados até hoje. 